# Villanueva de los Castillejos
Villanueva de los Castillejos es un municipio español de la provincia de Huelva, Andalucía. El municipio cuenta con una población de 2936 habitantes (INE 2024). Su extensión superficial es de 264 km² y tiene una densidad de 10,40 hab/km². Se encuentra situada a una altitud de 224 metros y a 43 kilómetros de la capital de provincia, Huelva. 
El principal impulsor económico de la localidad ha sido tradicionalmente la agricultura, tanto por los monocultivos industriales de cítricos y plantaciones de fresas, como por la silvicultura, si bien también cabe destacar las industrias cárnicas y las pyme que constituyen el verdadero motor a día de hoy,[cita requerida]. En el pasado, los castillejeros explotaban fábricas tan diversas como de harina, botones, sombreros, y una gran cantidad de fraguas las cuales realizaban hoces que exportaban a todo el territorio nacional.[cita requerida]

## Demografía
Villanueva de los Castillejos cuenta con una población de 2936 habitantes (INE 2024).
| Gráfica de evolución demográfica de Villanueva de los Castillejos entre 1842 y 2021                                 |
| |
| Población de derecho según los censos de población del INE Población de hecho según los censos de población del INE |

Se encuentra contiguo al casco urbano de El Almendro y juntos en 2021 contaban con una población de 3.684 habitantes, 2.849 por parte de la localidad de Villanueva de los Castillejos y 835 de El Almendro, lo que los convertirían en la segunda agrupación urbana más poblada del Andévalo, siendo mayor únicamente Valverde del Camino, puesto que aunque Alosno tiene más habitantes en su municipio, la población está repartida en distintas entidades de población y no alcanzan en su núcleo principal los 2500 habitantes. El conjunto de Villanueva de los Castillejos y El Almendro representa el 10 % de la población del Andévalo.
Evolución de la población existente en el municipio de Villanueva de los Castillejos:
| 2,996                     | 2,978 | 2,732 | 2,660 | 2,529 | 2,554 | 2,803 | 3,329 | 4,063 | 2,682 | 2,790 | 2,825 | 2,923 |
| (Fuente: INE [Consultar]) |       |       |       |       |       |       |       |       |       |       |       |       |

## Economía

### Evolución de la deuda viva municipal
| Gráfica de evolución de Deuda viva del Ayuntamiento de Villanueva de los Castillejos entre 2008 y 2021                                |
| |
| Deuda viva del Ayuntamiento de Villanueva de los Castillejos en miles de Euros según datos del Ministerio de Hacienda y Ad. Públicas. |

## Monumentos
Entre los principales monumentos de la localidad destacan:
- Iglesia, datada entre los siglos XVIII y XX.
- Antiguo ayuntamiento. Siglo XVIII.
- Casa de la Mujer, antiguos colegios de la calle Lepe. Siglo XIX.
- Molino de viento Zahurdón. Siglo XVIII.
- Corral del Concejo. Siglo XVIII.
- Pilar romano de la Majadilla.
- Puente romano de Garganta Fría.

## Gastronomía
Por su situación en el Andévalo, cabe destacar los productos derivados del cerdo ibérico, con una feria agroganadera que se celebra a principios de diciembre[cita requerida] en la cual el cerdo es el actor principal, y la repostería local, con recetas que se han mantenido invariables durante siglos, con dulces como el pionono, los tacones, las milhojas de merengue y crema pastelera o dulce de sidra, los piñonates, los aplastaíllos, los coscaranes, y dentro de las panificadoras, encontramos el pan serrano; las populares vienas de pico; el mollete; el bartolillo; y las bolachas, galletas de gran tamaño.